# Self Driving Challenge
De Self Driving Challenge of SDC is een jaarlijks evenement georganiseerd door de RDW. Het doel van dit project, waaraan studententeams van verschillende onderwijsinstellingen meedoen, is om een elektrisch aangedreven onbemande kart te voorzien van hard- en software om deze zelfstandig over een circuit te laten navigeren. De teams die meedoen mogen hierin zelf kiezen op welke manier dit doel bereikt dient te worden, maar het uitgangspunt van de challenge is het gebruik van kunstmatige intelligentie in combinatie met diverse sensoren en camera's.

## Opzet
De Self Driving Challenge vond voor het eerst plaats in 2019 en kwam tot stand door samenwerking tussen de RDW en de Digital Society Hub van de Hanzehogeschool Groningen. Andere partners zijn Quintor en The Grid Racing. De RDW heeft de SDC opgezet om studenten enthousiast te maken voor moderne en toekomstige ontwikkelingen in de ICT en de auto-industrie zoals zelfrijdende auto's. Daarnaast heeft de RDW als instantie, die bevoegd is om typegoedkeuringen voor nieuwe modellen auto's af te geven, te maken met dergelijke nieuwe technologieën. Via de onderzoeken die de studenten opleveren tijdens het werken aan het project, hoopt de RDW waardevolle inzichten op te doen over bijvoorbeeld hoe zelfrijdende voertuigen beslissingen nemen die leiden tot het bedienen van het stuur en de pedalen.
Studenten werken gebruikelijk één semester lang in teamverband met 5 à 6 personen aan softwareontwikkeling om zo snel mogelijk een elektrische kart volledig autonoom een circuit af te laten leggen. Waar in de eerste edities twee teams van een enkele hogeschool meededen, is de wedstrijd in 2022 uitgegroeid tot wedstrijd tussen verschillende onderwijsinstellingen zoals de Hanzehogeschool, Hogeschool Windesheim, Hogeschool Rotterdam. In latere edities zijn meer onderwijsinstellingen aangehaakt, waaronder Rijksuniversiteit Groningen, Universiteit Twente en De Haagse Hogeschool.

## Elektrische kart
In 2022 word de wedstrijd gereden met elektrische personenkarts. Deze karts, die aangedreven worden door een tweedelig lithium-tractieaccupakket van in totaal 1,44 kWh en een 48V-elektromotor met een piekvermogen van 3,5 kW of 4,7 pk. Voorop de kart zitten drie Logitech StreamCam's gemonteerd, die via USB verbonden zijn met een mini-pc (Intel NUC 11 Performance) waar Linux op draait. Deze computer bevat software van de deelnemers, welke de beelden van de camera via algoritmes zoals neurale netwerken verwerkt, om vervolgens actuatoren op de kart aan te sturen. Aan het stuur van de kart zit een servomotor geïnstalleerd voor het draaien van het stuurwiel, op de plaats van het rempedaal zit een elektrische cilinder en de elektromotor wordt aangestuurd via een motor-controller.

## Wedstrijden
In 2020 en 2021 werd de race virtueel gereden. In 2020 was een fysieke race onmogelijk vanwege de coronapandemie en in 2021 was geen fysieke race mogelijk omdat bepaalde onderdelen voor de karts te laat werden geleverd. De karts konden niet op tijd aan de veiligheidseisen voldoen. De race werd daarom beide jaren op een computer verreden met behulp van een simulatiespel. Dit werd gedaan op de Hanzehogeschool Groningen.
In 2022 is de race fysiek gereden op het Junior Circuit van TT-Circuit Assen. De wedstrijd kan gewonnen worden door zo snel mogelijk een ronde te rijden op het circuit. Alle teams hebben hier individueel 20 minuten de tijd voor, waarin ze zoveel pogingen mogen wagen als ze willen. Mocht geen van de teams slagen in het rijden van een gehele ronde, dan wordt het team dat de meeste afstand foutloos heeft afgelegd de winnaar. De finale is gepresenteerd door "The Huge Car Guy" Roland Tameling.
In 2023 is de SDC uitgebreid naar een wedstrijd met 6 deelnemers, waaronder twee universiteiten en vier hogescholen. Daarnaast zijn er extra sensoren toegevoegd aan de kart, waaronder meerdere camera's (drie in totaal, tegenover de enkele camera die in eerdere edities werd toegepast) en een Lidar-sensor. Ook deze finale wordt gepresenteerd door Roland Tameling, samen met Koen Peeters.
De 6e editie van de SDC in 2024 is verplaatst naar het RDW testcentrum in Lelystad, net zoals de eerste editie. Deze keer is er op het testterrein een baan met zes uitdagingen opgezet die in de praktijk voorkomen, zoals verkeerslichten, snelheidslimieten, het inhalen van een voertuig en het wachten voor een overstekende voetganger bij een zebrapad. Ook zijn er deze editie voor het eerst twee categoriën waarin de teams kunnen meedoen; een gesloten categorie met de gebruikelijke elektrische karts van de RDW, en een open categorie. Bij de open categorie bouwen studenten zelf een voertuig en voorzien deze van de nodige hardware. De voertuigen moeten voldoen aan een subset van de UNECE L7e-voertuigcategorie. De finale heeft plaatsgevonden op 14 juni 2024, waarbij het team van Hogeschool Fontys de winnaar van de open categorie is geworden, en waarbij het team van de Hanzehogeschool Groningen de winnaar van de gesloten categorie is geworden.
| # | Jaar | Finale       | Deelnemende onderwijsinstellingen | Wedstrijduitslag | Finale-omgeving                                                | Technologie |
| - | ---- | ------------ | --- | --- | -------------------------------------------------------------- | --- |
| 1 | 2019 | 14 juni 2019 | - Hanzehogeschool (Blauw, rood) | 1. 🥇 Team blauw 2. 🥈 Team rood | De kombaan van het RDW Testcentrum Lelystad.                   | Het NVIDIA Drive platform met de DRIVE AGX voor zelfrijdende voertuigen. |
| 2 | 2020 | 24 juni 2020 | - Hanzehogeschool (Blauw, rood | 1. 🥇 Team blauw 2. 🥈 Team rood | Deze race werd virtueel gereden in computerspel Assetto Corsa. | Het NVIDIA Drive platform met de DRIVE AGX voor zelfrijdende voertuigen. |
| 3 | 2021 | 18 juni 2021 | - Hanzehogeschool (Blauw) - Hogeschool Windesheim (Rood) | 1. 🥇 Hanzehogeschool 2. 🥈 Hogeschool Windesheim | Deze race werd virtueel gereden in simulator CARLA.            | Het NVIDIA Drive platform met de DRIVE AGX voor zelfrijdende voertuigen. |
| 4 | 2022 | 10 juni 2022 | - Hanzehogeschool (Wit) - Hogeschool Windesheim (Groen) - Hogeschool Rotterdam (Grijs) | 1. 🥇 Hogeschool Windesheim 2. 🥈 Hanzehogeschool 3. 🥉 Hogeschool Rotterdam                                                                                               | Het junior circuit van TT-Circuit Assen.                       | Compacte NUC's, met onder andere door de studenten getrainde machine learning-modellen en computer vision algoritmen. Hiervoor wordt gebruik gemaakt van Python en TensorFlow. |
| 5 | 2023 | 8 juni 2023  | - Hanzehogeschool - Hogeschool Windesheim - Hogeschool Rotterdam - De Haagse Hogeschool - Rijksuniversiteit Groningen - Universiteit Twente                                                                 | 1. 🥇 Rijksuniversiteit Groningen 2. 🥈 Universiteit Twente 3. 🥉 Hanzehogeschool 4. Hogeschool Rotterdam 5. Hogeschool Windesheim 6. De Haagse Hogeschool                 | Het junior circuit van TT-Circuit Assen.                       | Compacte NUC's, met onder andere door de studenten getrainde machine learning-modellen en computer vision algoritmen. Hiervoor wordt gebruik gemaakt van Python en TensorFlow. De karts zijn deze editie uitgerust met meerdere camera's en Lidar. |
| 6 | 2024 | 14 juni 2024 | - Hanzehogeschool - Hogeschool Windesheim - Hogeschool Rotterdam - De Haagse Hogeschool - Rijksuniversiteit Groningen - Universiteit Twente - Fontys Hogeschool - NHL Stenden Hogeschool - MBO Noorderpoort | Open categorie: - 🥇 Hogeschool Fontys - 🥈 Universiteit van het Noorden Gesloten categorie: - 🥇 Hanzehogeschool Groningen - 🥈 Haagse Hogeschool - 🥉Universiteit Twente | Sector 9 van het RDW Testcentrum Lelystad.                     | Open categorie: Vrije keuze in de te gebruiken hardware, met zelfgebouwde voertuigen welke moeten voldoen aan een subset van de UNECE L7e-voertuigcategorie.Gesloten categorie: Compacte NUC's, met onder andere door de studenten getrainde machine learning-modellen en computer vision algoritmen. Hiervoor wordt gebruik gemaakt van Python en TensorFlow. |

## Galerij

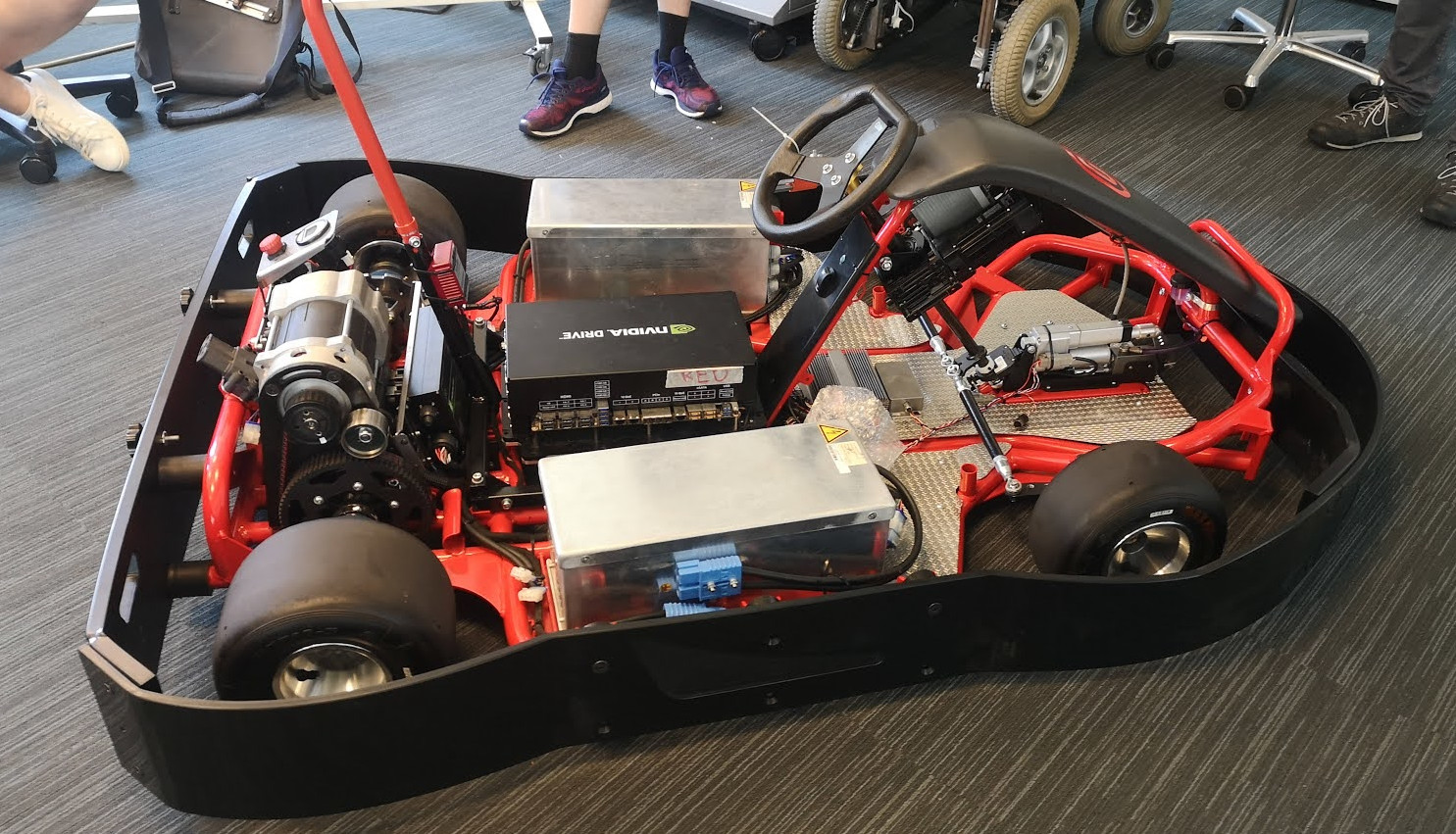
Elektrische onbemande kart met NVIDIA Drive AGX computer
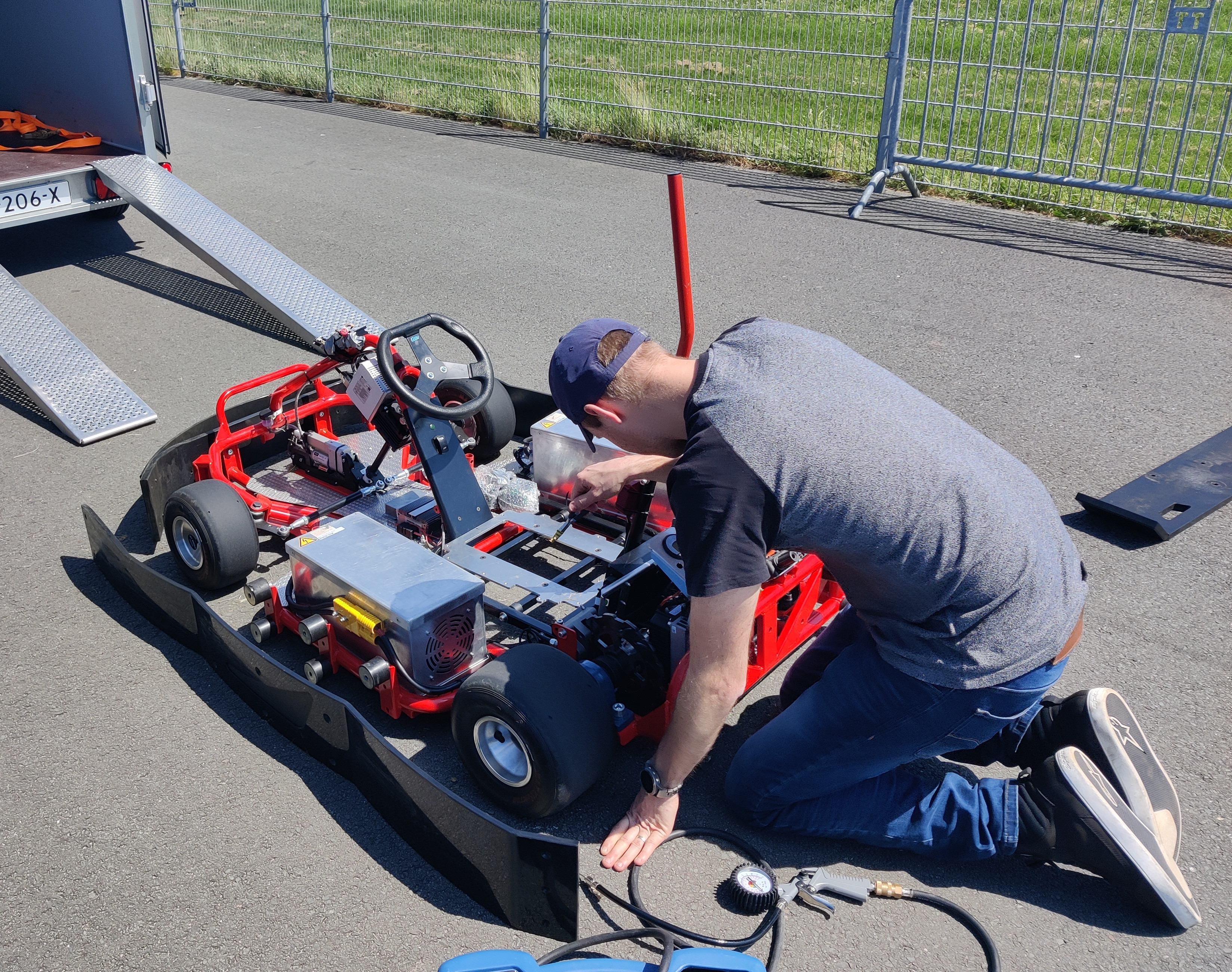
Een kart wordt geprepareerd om mee te rijden
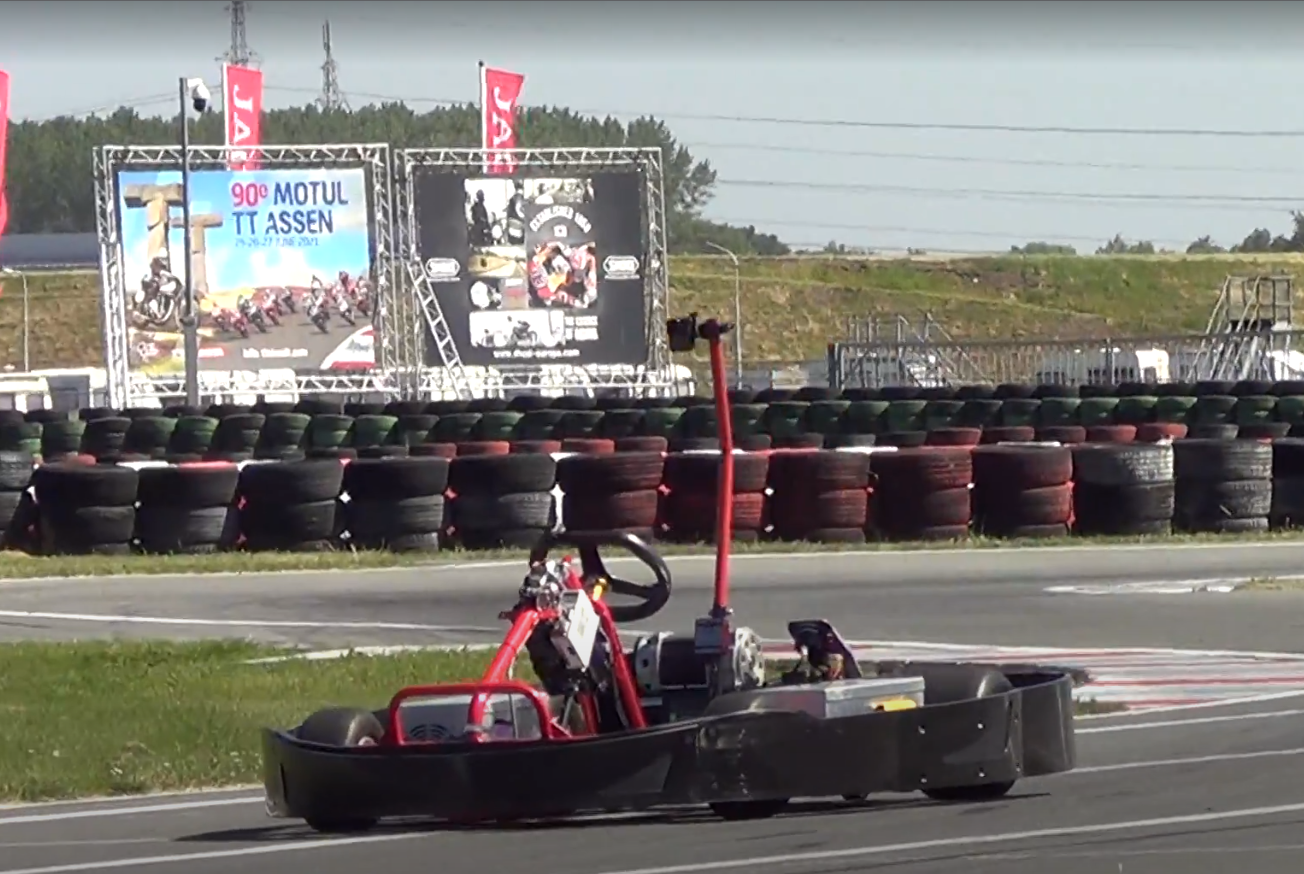
Een kart die op het juniorcircuit van TT-Assen rijdt.
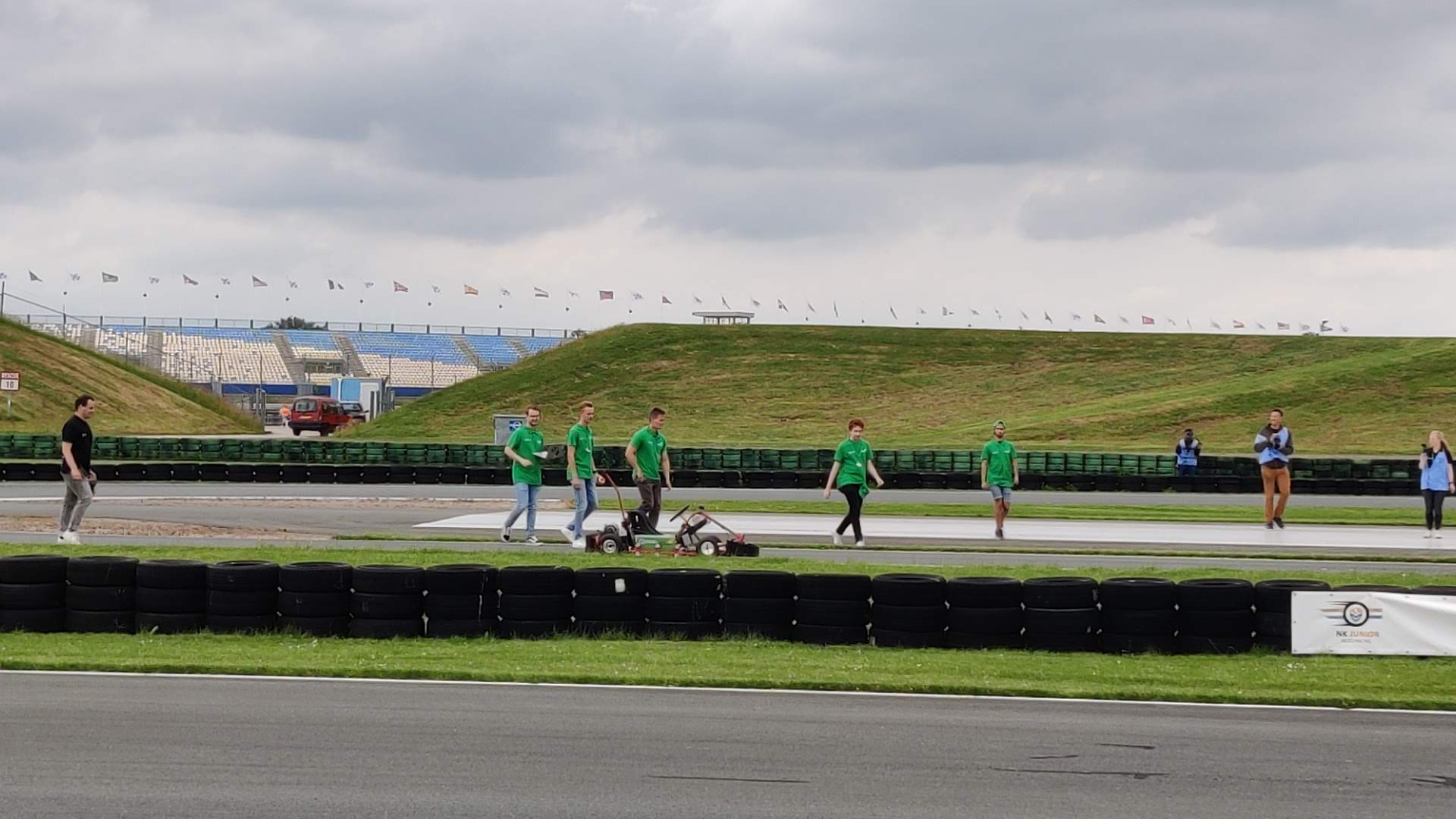
Studenten van Team Windesheim testen hun zelfrijdende kart.